# Potamogeton × faurei
Potamogeton × faurei là một loài thực vật có hoa lai ghép trong họ Potamogetonaceae. Loài này được (A.Benn.) Miki miêu tả khoa học đầu tiên năm 1937.